# Cantonul Poissy-Sud
Cantonul Poissy-Sud este un canton din arondismentul Saint-Germain-en-Laye, departamentul Yvelines, regiunea Île-de-France, Franța.

## Comune
- Crespières
- Davron
- Les Alluets-le-Roi
- Morainvilliers
- Orgeval
- Poissy (parțial, reședință)